# イジャスラフ1世
イジャスラフ1世（Изѧславъ, 1024年 - 1078年10月3日）は、キエフ大公（在位：1054年 - 1068年、1069年 - 1073年、1076年 - 1078年）。父はヤロスラフ1世、母はスウェーデン王オーロフの娘インゲゲルド。

## 生涯
1024年にキーウに生まれる。1054年、父ヤロスラフが薨去し、次子であるイジャスラフがキエフ大公位を継承した(長子は既に薨去)。この時、彼は弟たちと遺領を分割し、キーウに加えてノヴゴロド、トゥーロフを獲得した。スヴャトスラフ（後のスヴャトスラフ2世）はチェルニーゴフ、リャザン、ムーロム、トムタラカニを、フセヴォロド（後のフセヴォロド1世）はペレヤスラヴリ・ルースキー（モスクワ近郊のペレヤスラヴリ・ザレスキーではない）及びロストフ、スーズダリ、ベロオーゼロといったヴォルガ上流域の東北ロシアを領有した。また、ヴャチェスラフはスモレンスクを末弟イーゴリはヴォルィーニを支配した。
大公となった彼は、スヴャトスラフ、フセヴォロドと三頭政治を展開し大公国を治める。1068年にはポロツク公フセスラフにより一時的にキーウ（及び大公位）を奪われる。1073年以降、2人の弟と不和に陥り、大公位はスヴャトスラフに移るが、スヴャトスラフの没後、彼はフセヴォロドと和解し、3度目の大公位につく。1078年に、フセヴォロドと合同で、スヴャトスラフの子オレークと戦うが、そこで戦死する。
ポーランド王ミェシュコ2世の娘ゲルトルダ(ru)との間に3人の息子を得た。ポロツク公ムスチスラフ、トゥーロフ公ヤロポルク、そして後にキエフ大公になるスヴャトポルク（スヴャトポルク2世）である。娘のエウプラクシアは、ポーランド王ボレスワフ2世の息子メチスワフ(ru)に嫁いだ。